# Conus albuquerquei
Espèce
Conus albuquerquei est une espèce de mollusques gastéropodes marins de la famille des Conidae.
Comme toutes les espèces du genre Conus, ces escargots sont prédateurs et venimeux. Ils sont capables de « piquer » les humains et doivent donc être manipulés avec précaution, voire pas du tout.

## Description
La taille de la coquille varie entre 12 mm et 17 mm.

## Distribution
Cette espèce est présente dans l'océan Atlantique au large de l'Angola.

## Taxonomie

### Publication originale
L'espèce Conus albuquerquei a été décrite pour la première fois en 1978 par le malacologiste portugais Herculano Trovão (d) dans la publication intitulée « Boletim do Centro Português de Actividades Subaquáticas »,.

### Synonymes
- Conus (Lautoconus) albuquerquei Trovão, 1978 · appellation alternative
- Varioconus albuquerquei (Trovão, 1978) · non accepté

## Identifiants taxonomiques
Chaque taxon catalogué par les bases de données biologiques et taxonomiques possède un identifiant qui permet d'établir un point de référence. Les identifiants de Conus albuquerquei dans les principales bases sont les suivants :
CoL : XWV2 - GBIF : 6510248 - IRMNG : 11839070 - 